# Czarkowy Grąd
Czarkowy Grąd (deutsch Worfengrund) ist ein Dorf in der polnischen Woiwodschaft Ermland-Masuren. Es gehört zur Gmina Szczytno (Landgemeinde Ortelsburg) im Powiat Szczycieński (Kreis Ortelsburg).

## Geographische Lage
Czarkowy Grąd liegt am Westufer des Waldpusch-Flusses (polnisch Wałpusza) in der südlichen Mitte der Woiwodschaft Ermland-Masuren, sieben Kilometer südöstlich der Kreisstadt Szczytno (deutsch Ortelsburg).

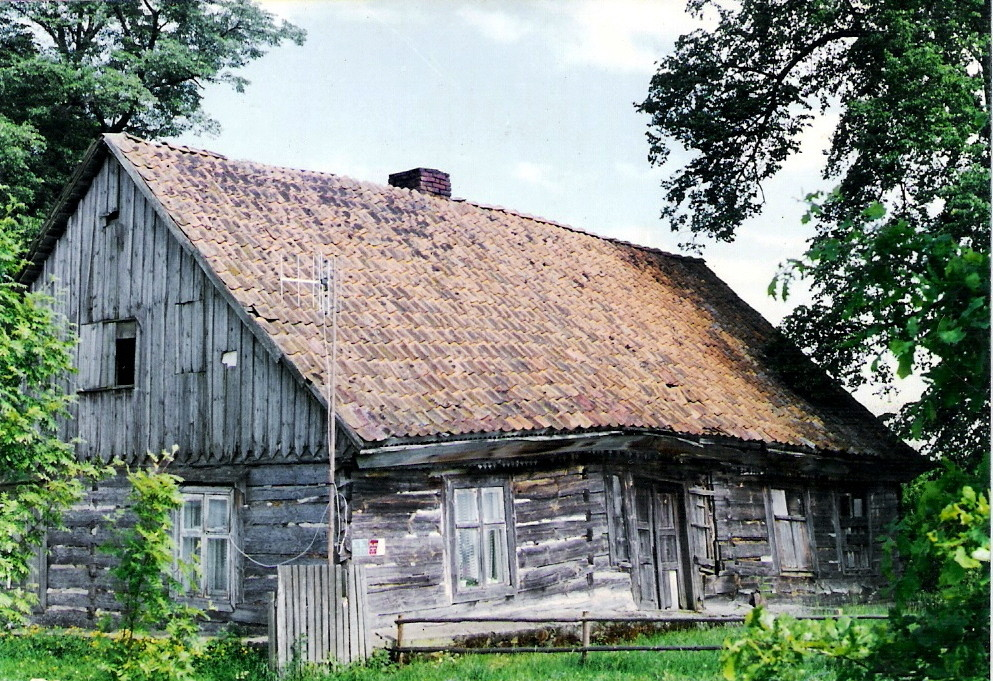
Bäuerliches Holzhaus in Czarkowy Grąd

## Geschichte
Das kleine vor 1785 Gronden, nach 1787 Worfen-Grund und nach 1876 Worffengrund genannte Dorf bestand aus mehreren kleinen Höfen und Gehöften und wurde 1787 gegründet. In der Gründungshandfeste vom 7. Juni 1787 wurde an sechs Männer, die bereits 1777 hier wohnten, Land vergeben.
1874 wurde Worfengrund in den neu errichteten Amtsbezirk Materschobensee (polnisch Sasek Wielki) im ostpreußischen Kreis Ortelsburg eingegliedert. Ab etwa 1930 war es der „Amtsbezirk Maldanietz“ (polnisch Małdaniec) der 1938 in „Amtsbezirk Maldanen“ umbenannt wurde.
Im Jahre 1910 zählte die Landgemeinde Worfengrund 90 Einwohner.
Aufgrund der Bestimmungen des Versailler Vertrags stimmte die Bevölkerung im Abstimmungsgebiet Allenstein, zu dem Worfengrund gehörte, am 11. Juli 1920 über die weitere staatliche Zugehörigkeit zu Ostpreußen (und damit zu Deutschland) oder den Anschluss an Polen ab. In Worfengrund stimmten 80 Einwohner für den Verbleib bei Ostpreußen, auf Polen entfielen keine Stimmen.
Nach Gründung der Entwässerungsgenossenschaft Maldanietz (Maldanen) - Worfengrund 1927 konnte die wirtschaftliche Entwicklung gesteigert werden: der Waldpuschfluss wurde reguliert, sein weiterer Ausbau erfolgte 1938 bis zum Omulef (polnisch Omulew). 30 % mehr Landflächen als 1927 konnten dann landwirtschaftlich genutzt werden. Auch die Nutzung der auch bisher bearbeiteten Ländereien wurde verbessert.
1933 wurden 145 Einwohner in Worfengrund registriert, 1939 waren es 104.
Als 1945 in Kriegsfolge das gesamte südliche Ostpreußen an Polen überstellt wurde, war auch Worfengrund davon betroffen. Das Dorf erhielt die polnische Namensform „Czarkowy Grądy“ und ist heute – mit Sitz eines Schulzenamtes (polnisch Sołectwo) – eine Ortschaft im Verbund der Landgemeinde Szczytno (Ortelsburg) im Powiat Szczycieński (Kreis Ortelsburg), bis 1998 der Woiwodschaft Olsztyn, seither der Woiwodschaft Ermland-Masuren zugehörig. Im Jahre 2011 waren in Czarkowy Grąd 84 Einwohner gemeldet.

## Kirche
Bis 1945 war Worfengrund in die evangelische Kirche Ortelsburg in der Kirchenprovinz Ostpreußen der Kirche der Altpreußischen Union sowie in die römisch-katholische Kirche Ortelsburg eingepfarrt. Heute gehört Czarkowy Grąd wie ehedem Worfengrund kirchlicherseits wieder zur Kreisstadt: zur katholischen Pfarrei Szczytno im Erzbistum Ermland bzw. zur evangelischen Kirche Szczytno in der Diözese Masuren der Evangelisch-Augsburgischen Kirche in Polen.

## Schule

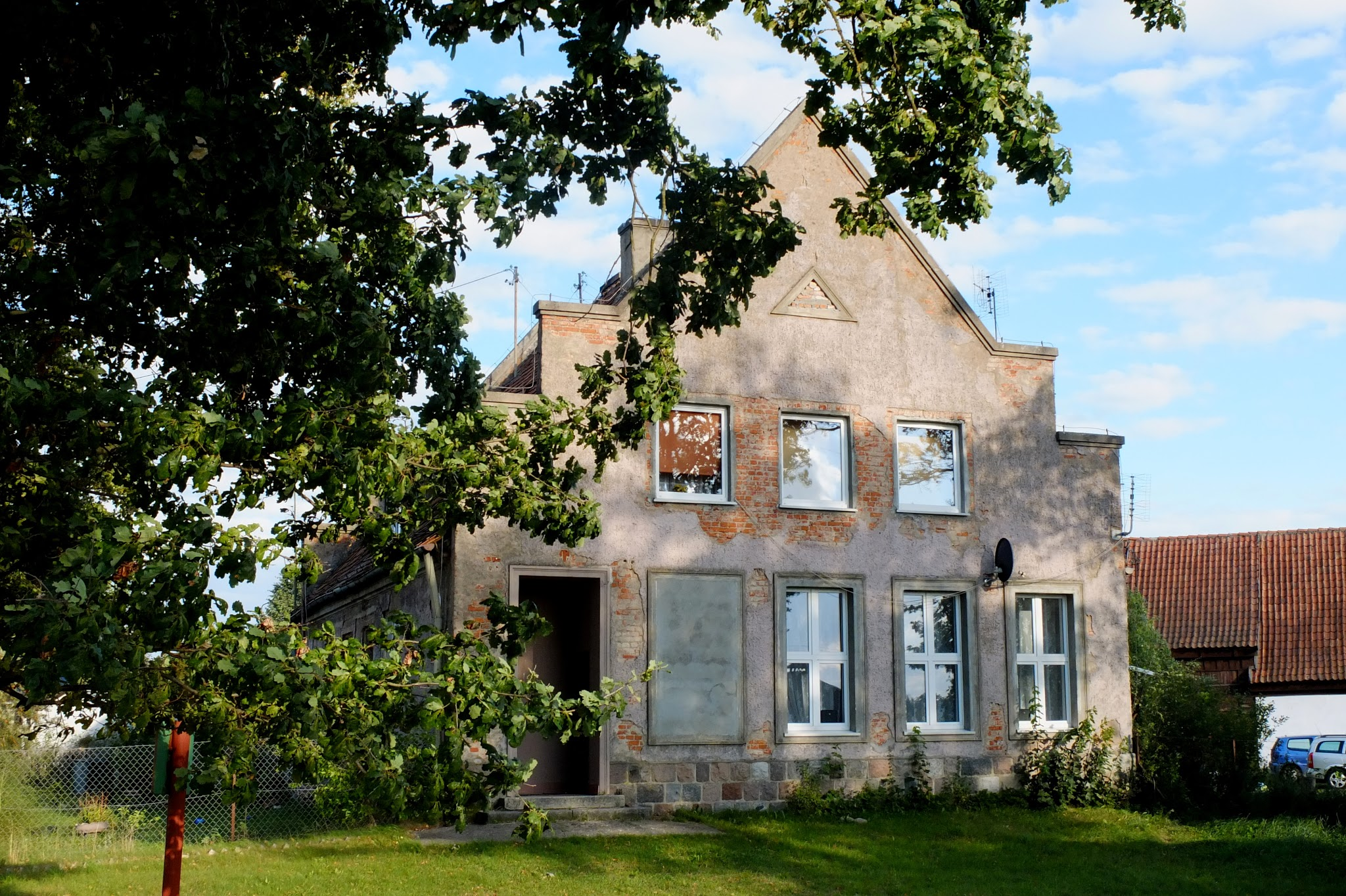
Ehemaliges Schulgebäude in Czarkowy Grąd

Die Schule in Worfengrund ging zurück auf die Gründung durch Friedrich den Großen. Das Gebäude wurde 1928 neu errichtet.

## Verkehr
Czarkowy Grąd liegt an einer Nebenstraße, die von Szczytno über Rudka (Hamerudau) nach Zabiele (Hellengrund) in der Landgemeinde Wielbark (Willenberg) führt. Eine Bahnanbindung besteht nicht.